# Nelly Prono
Nelly Prono (Asunción del Paraguay, 7 de agosto de 1926 - Buenos Aires, 29 de agosto de 1997) fue una actriz paraguaya de larga trayectoria en la radio, televisión y teatro argentino.

## Carrera
Se mudó a los 15 años a Buenos Aires después del golpe militar en Paraguay que la obligó a exiliarse. Aunque se trató de un exilio a medias debido a que su familia era argentina. Su padre Ernesto Prono integraba la barra de Carlos Gardel y todos ellos solían frecuentar el bar de Don Sabino Prono, el abuelo de Nelly.
Como actriz alcanzó notable fama y permanencia en roles de carácter, composiciones y papeles secundarios en televisión, cine y teatro.
Comenzó en teatro en 1947 junto a María Esther Podestá. Se destacó en Noche de noche, de Françoise Billetdoux, Barranca abajo, de Florencio Sánchez, Una luna para el bastardo, de Eugene O'Neill, junto a China Zorrilla en Una margarita llamada Mercedes, de Jacobo Langsner; Hoy llega Ezequiel, de Marisé Monteiro y otras.
Fue en televisión donde alcanzó popularidad como La novia de Felipe (Luis Sandrini) y en teleteatros junto a Andrea del Boca, Arturo Puig, Luis Brandoni, Ricardo Darín y otros y en especiales unitarios como Ceremonia secreta, Los físicos y La salud de los enfermos dirigida por Alejandro Doria.
En cine se destacó en Gracias por el fuego de Sergio Renán y Pasajeros de una pesadilla de Fernando Ayala entre otros.
En radio conformó desde 1944 el elenco estable del radioteatro Felipe, encabezado por Luis Sandrini, con dirección de Miguel Coronato Paz, junto a Antonio Carrizo, Mangacha Gutiérrez y Juan Carlos de Seta.
Recibió un premio de su país de manos de Augusto Roa Bastos.

## Fallecimiento
El miércoles 27 de agosto de 1997 se la internó en la Clínica Santa Isabel del barrio de Flores ya que no se sentía nada bien. Falleció a consecuencia de un derrame cerebral el 29 de agosto poco después de las 20 h a los 71 años. Sus restos fueron inhumados en el Panteón de la Asociación Argentina de Actores del Cementerio de la Chacarita

## Televisión
- Alta Comedia (1965)
- Su comedia favorita (1965)
- Mujeres en presidio (1967)
- Lo mejor de nuestra vida...nuestros hijos (1967)
- Nacido para odiarte (1971)
- Un extraño en nuestras vidas (1972)
- Papá Corazón (1973)
- Alguien como vos (1973)
- Una promesa para todos (1978)
- Andrea Celeste (1979)
- Alberto y Susana (1980)
- Verónica: el rostro del amor (1982)
- Sola (1983)
- Paloma hay una sola (1984)
- Rompecabezas (1985)
- Amor prohibido (1986)
- Sin marido (1988)
- El duende azul (1989)
- Manuela (1991)
- Flavia, corazón de tiza (1992)
- Mi cuñado (1993 - 1996)

## Filmografía
- Comodines (1997)
- La revelación (1996)
- Tómame (1992)
- Las minas de Salomón Rey (1986) .... Tía
- Otra historia de amor (1986)
- Gracias por el fuego (1984)
- Pasajeros de una pesadilla (1984) .... Carmen
- Los enemigos (1983)
- Este loco amor loco (1979)
- El poder de las tinieblas (1979)
- Cuatro pícaros bomberos (1979)
- Comedia rota (1978)
- Papá Corazón se quiere casar (1974)
- La tregua (1974)
- La gran ruta (1971)
- Pájaro loco (1971)
- Los mochileros (1970)
- El señor presidente (1969)
- Deliciosamente amoral (1969)
- Psexoanálisis (1968)
- Setenta veces siete (1962) .... La dueña